# 1395
1395 је била проста година.

## Догађаји
- 17. мај — Влашки војвода Мирча I Старији је поразио османску војску у бици на Ровинама.

## Смрти
- 17. мај — Марко Краљевић, српски краљ